# Socorrohärmtrast
Socorrohärmtrast (Mimus graysoni) är en akut utrotningshotad fågel i familjen härmtrastar inom ordningen tättingar. Den förekommer endast på en enda ö utanför västra Mexiko.

## Utseende och läten
Socorrohärmtrasten är en rätt stor (25 cm) och mestadels jämnbrun tätting. Ovansidan är brun, vingarna mörkare med två smala vita vingband och mörkare stjärt. Huvudet är brunt med sotfärgad tygel och ett kort, ljust ögonbrynsstreck. Undersidan är vitaktig, på flankerna streckad. Både näbb och ben är svarta. Liknande nordhärmtrasten är gråare med vita vingfläckar och vita yttre stjärtpennor. Lätet beskrivs som ett högljutt "whichoo", medan sången är en raspande melodisk serie. Nordhärmtrastar och socorrohärmtrastar härmar varandra.

## Utbredning och systematik
Socorrohärmtrasten förekommer enbart på Socorroön utanför västra Mexiko. Tidigare placerades den som enda art i släktet Mimodes, men DNA-studier visar att den är en del av Mimus.

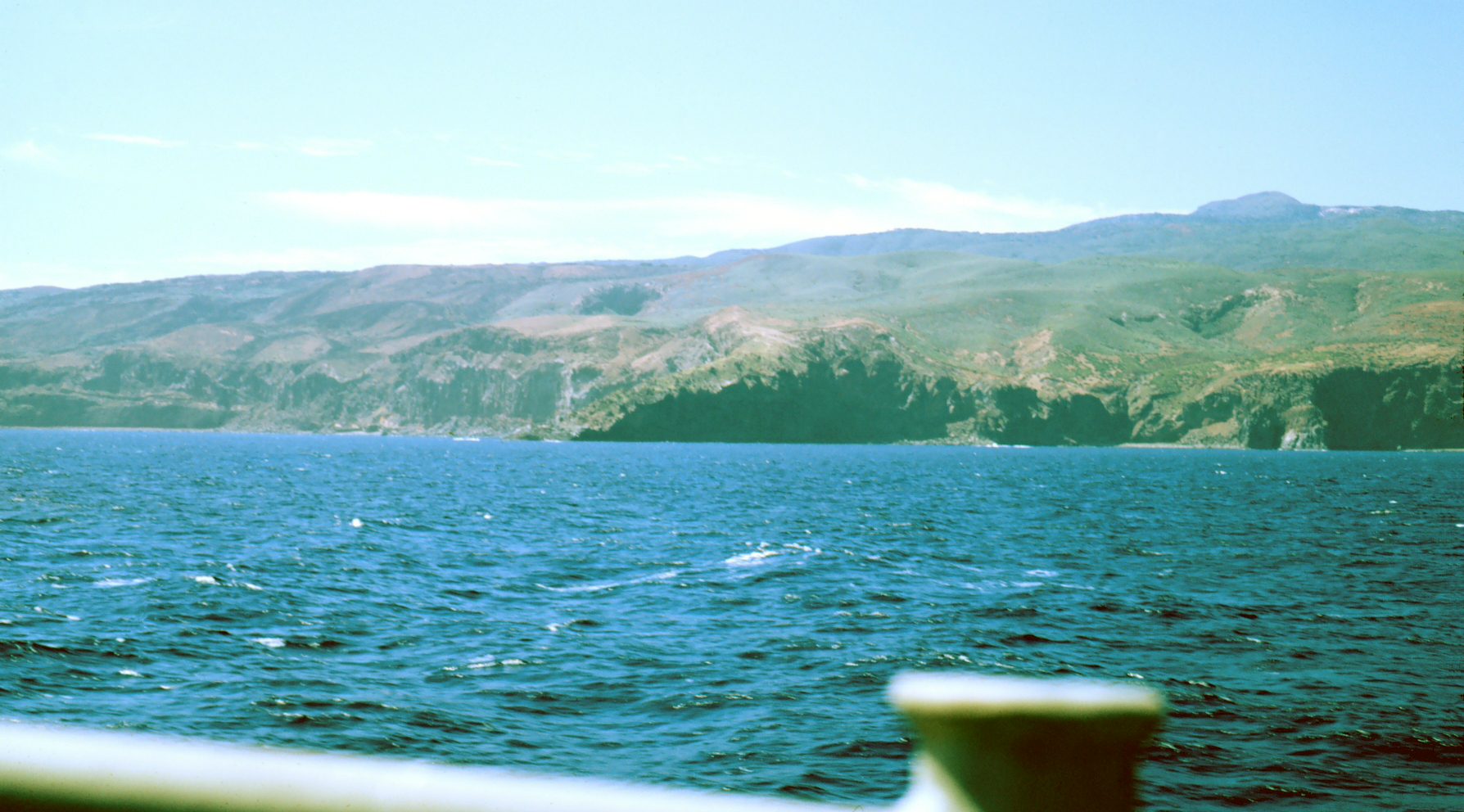
Socorroön där fågeln endast förekommer.

## Status och hot
Socorrohärmtrasten har en mycket liten världspopulation på uppskattningsvis mellan 190 och 280 vuxna individer. Dess levnadsmiljö har påverkats kraftigt av överbetning från får och ihållande gräshoppssvärmar. Predation från katt har också lett till att socorrohärmtrasten undviker områden som saknar undervegetation, vilket begränsar artens utbredningsområde än mer. Efter att får avlägnsats från ön har populationen stabiliserats, men trots detta liksom pågående utrotning av katt har socorrohärmtrasten ännu inte återintagit tidigare områden på ön. Internationella naturvårdsunionen IUCN kategoriserar arten som akut hotad.

## Namn
Fågelns vetenskapliga artnamn hedrar amerikanen Andrew Jackson Grayson (1819-1869), överste i US Army samt ornitolog, fågelillustratör och samlare av specimen i Mexiko 1859-1869.